# Horreum

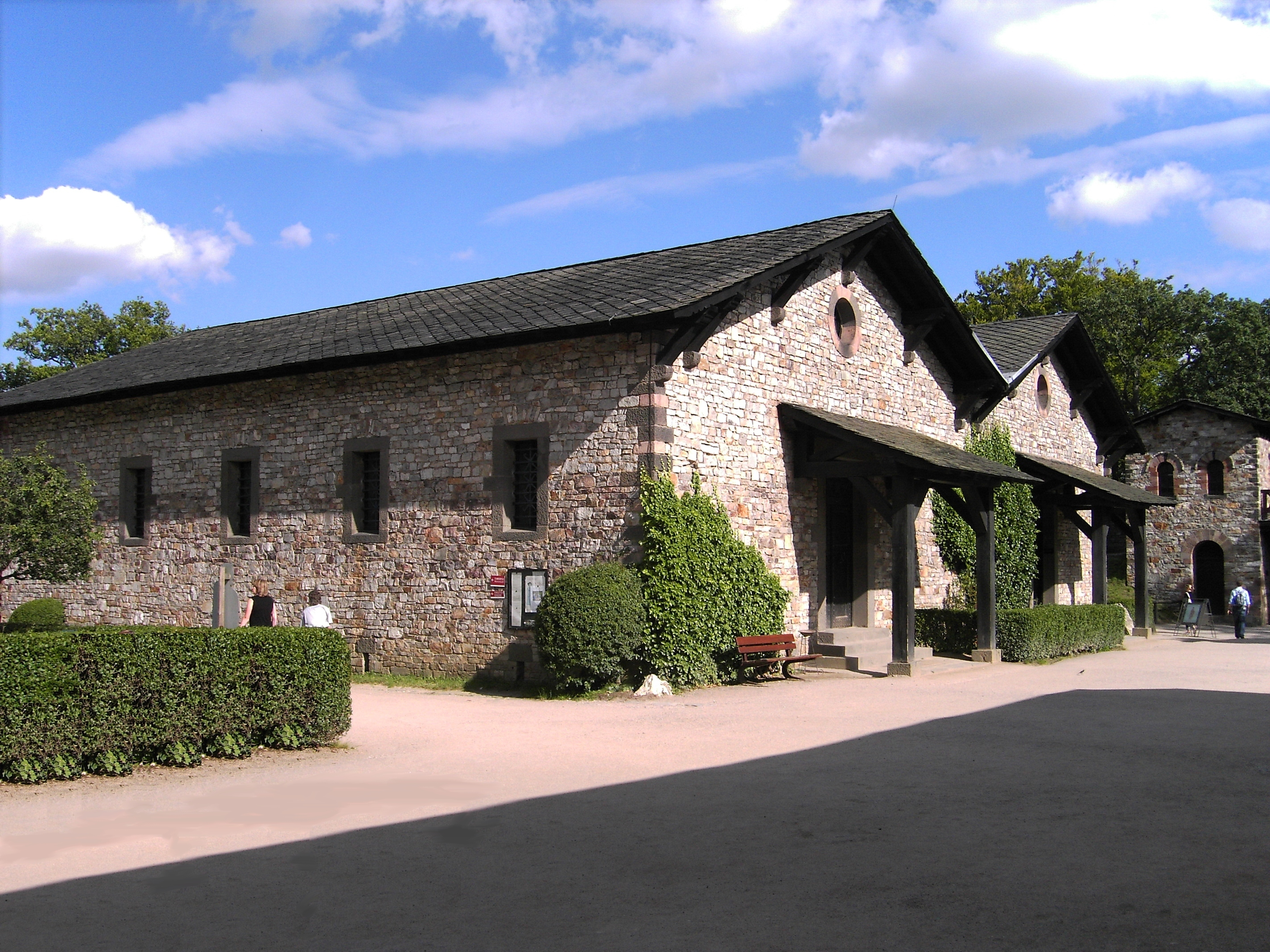
Reconstrucția horreum-ului castrului roman Saalburg, Germania

Un horreum (plural: horrea) a fost un tip de hambar public utilizat în epoca romană.
Deși în latină termenul este adesea folosit pentru grânare, horreum-urile romane au fost folosite pentru a stoca diverse tipuri de bunuri. Giganticele Horrea Galbae de la Roma au fost folosite nu numai pentru a stoca cereale,
dar și pentru ulei de măsline, vin, produse alimentare, îmbrăcăminte și chiar marmură.

Hambarele se întâlneau atât în orașe romane cât și în castrele și villae rusticae romane.
Până la sfârșitul perioadei imperiale, Roma a avut aproape 300 de horreum-uri pentru a satisface cererea acesteia.

Cele mai mari horreum-uri au fost enorme, chiar și după standardele moderne;
Galbae Horrea conținute 140 de camere la parter numai, care acoperă o suprafață de aproximativ 21000 m2.

Dimensiunile spațiului de stocare disponibil în horrem-urile publice poate fi judecat după faptul că atunci când
împăratul Septimius Severus a murit în anul 211,
se spune că a lăsat horreum-urile din oraș îndeajuns de aprovizionate cu alimente pentru a hrăni populația
de câteva milioane de oameni a Romei, timp de șapte ani.

Horreum-urile mai mici (deși similare) au fost o caracteristică standard a orașelor romane, orașe și forturi în tot imperiul;
bine conservate exemple de horreum-uri militare au fost excavate de-a lungul Zidului lui Hadrian din Anglia,
în special la castrele Housesteads, Corbridge și South Shields. 
Primule horreum-uri au fost construite în Roma spre sfârșitul secolului al II-lea î.Hr. ,
primul cunoscut fiind construit de nefericitul tribun Gaius Gracchus în anul 123 î.Hr. 
Termenul a ajuns să fie aplicat oricărui loc desemnat pentru conservarea bunurilor; astfel a fost folosit de multe ori pentru a desemna beciuri (latină horrea subterranea) dar ar fi putut fi de asemenea aplicat locurilor în care opere de artă
au fost stocate, chiar la o bibliotecă.
Unele horreum-uri publice funcționau oarecum ca băncile, în cazul în care obiectele de valoare putea fi stocate,
dar clasa cea mai importantă de horreum-uri au fost cele pentru produse alimentare, cum ar fi porumb și ulei de măsline,
care erau stocate și distribuite de către stat.
Nestăvilite cerințe ale Romei pentru produsele alimentare arată că cantitatea de bunuri care a trecut prin unele dintre horrum-urile orașului a fost imensă, chiar și după standardele moderne.
Dealul artificial Monte Testaccio din Roma, care se află în spatele site-ului Galbae Horrea, se estimează că ar conține rămășițele a cel puțin 53 milioane de amfore de ulei de măsline în care au fost importate aproximativ 6 miliarde de litri de ulei.

## Termeni
Horreum-urile romane au fost denumite individual, unele cu numele mărfurilor depozitate (și probabil vândute), cum ar fi
candelaria (ceară), chartaria (hârtie) și piperataria  (piper). Altele au fost numite
după împărați sau după persoane în legătură cu familia imperială, cum ar fi  Horrea Galbae, care au fost aparent numite după împăratul Galba.
Despre un horreum din Ostia, foarte bine conservat, Epagathiana Horrea et Epaphroditiana, se cunoaște dintr-o inscripție că fost numit după doi sclavi eliberați, Epagathus și Epafrodit; cel mai probabil ei fiind proprietari.

## Arhitectură

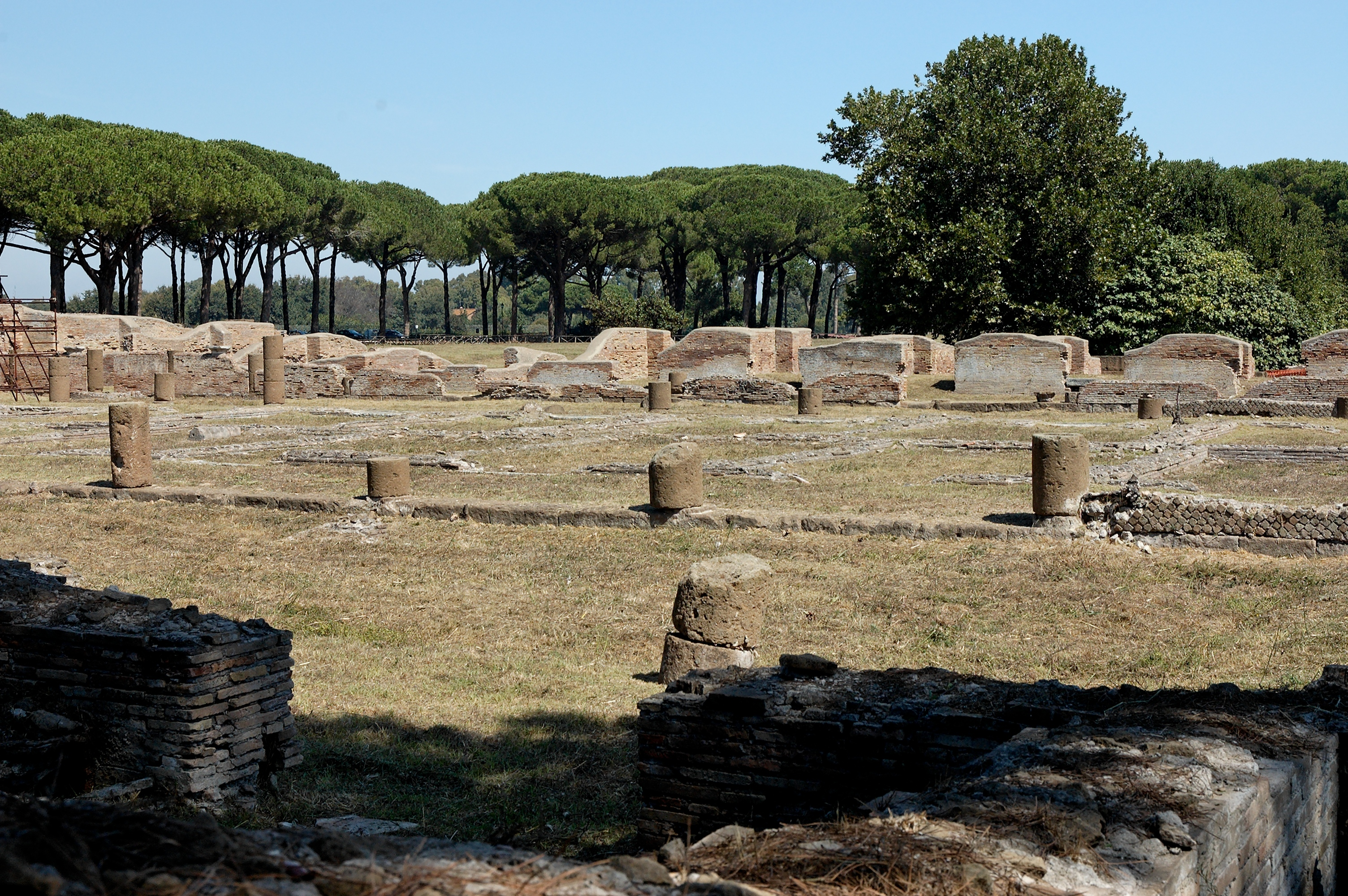
Ruinele marelui horreum din Ostia, Latium

Horreum-urile Romei precum și portul său, Ostia, aveau două sau mai multe etaje.
Ele au fost construite mai degrabă cu rampe decât cu scări pentru a oferi un acces facil la etajele superioare.
Horreum-urile de cereale, grânarele, au avut parterul ridicat pe piloni pentru a reduce pericolul de umezire și degradare a bunurilor.

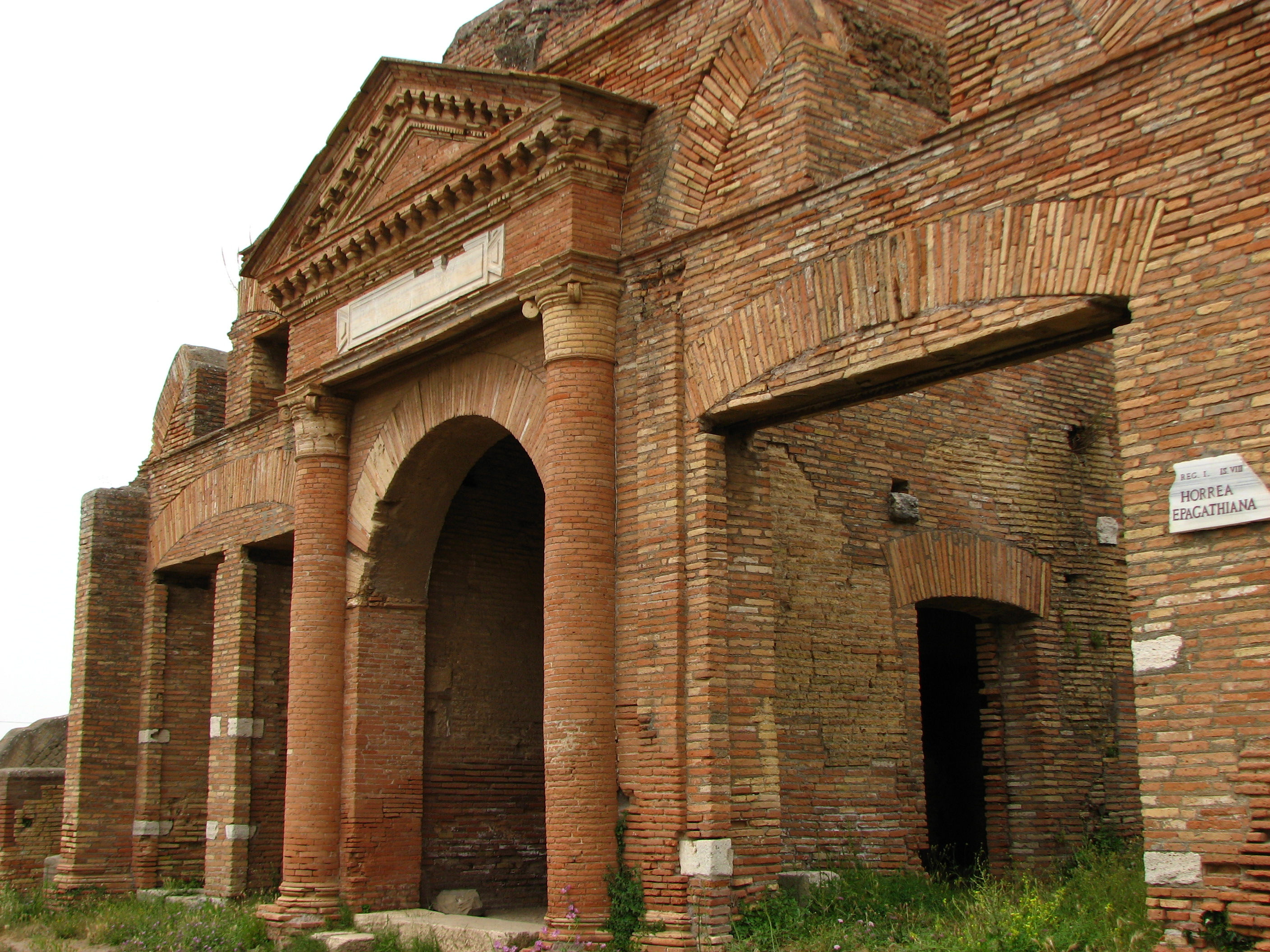
Horrea Epagathiana et Epaphroditiana, un horreum din Ostia construit între anii 145-150

Multe horreum-uri par a fi servit drept zone comerciale cu rânduri de mici magazine (latină tabernae) dispuse într-o curte centră; unele puteau să fi fost destul de elaborate, probabil servind ca un echivalent al mall-urilor moderne.
Altele, cum ar fi cele din Ostia, distribuite cu curte în loc de rânduri, stând spate în spate.
În Orientul Mijlociu, horreum-urile au avut o arhitectură cu totul diferită, cu un singur rând de tabernae foarte lungite spre pe direcția față - spate, toate de deschidere pe aceeași parte; aceasta reflectă un stil arhitectural care a fost urmat pe scară largă în zonele palatelor și complexelor de temple, cu mult înainte de sosirea romanilor.
Deloc surprinzător, securitatea și protecția împotriva incendiilor au constituit probleme majore.
Horreum-urile au fost construite frecvent cu ziduri foarte groase (până la 1 m) reduce pericolul de incendiu iar ferestrele au fost întotdeauna înguste și plasate mai sus pentru a descuraja furtul.
Ușile au fost protejate cu sisteme elaborate de încuietori și bolțuri.
Chiar și cel mai mari horreumuri au avut de obicei două sau trei uși de acces, care au fost de multe ori destul de înguste
pentru a nu permite intrarea căruțelor. Sarcina dificilă de a transporta bunuri în, din și în jurul horreum-urilor a fost cel mai probabil efectuată doar prin muncă manuală. Este de presupus că cele mai mari horreumuri vor fi avut astfel un personal alcătuit dintr-un număr enorm de muncitori.

## În România
Horreum-uri au fost descoperite în capitala Daciei, Ulpia Traiana Sarmizegetusa, precum și în castrele romane
Jidava,
Potaissa,
Samum,
Răcarii de Jos.
Localitatea Șura Mare din județul Sibiu a fost atestată pentru prima oară drept Magnum Horreum cândva între anii 1332-1335; probabil aici existând un horreum de mari dimensiuni.